# Kanton Sedan-3
Sedan-3 is een kanton van het Franse departement Ardennes. Het maakt deel uit van het arrondissement Sedan.
Het kanton werd gevormd bij decreet van 21 februari 2014 met uitwerking op 22 maart 2015.

## Gemeenten
Het kanton omvat de volgende gemeenten:
- Balan
- Bazeilles
- Daigny
- Francheval
- La Moncelle
- Pouru-aux-Bois
- Pouru-Saint-Remy
- Rubécourt-et-Lamécourt
- Sedan (deels)
- Villers-Cernay